# Władysław Findysz
Władysław Findysz (ur. 13 grudnia 1907 w Krościenku Niżnym, zm. 21 sierpnia 1964 w Nowym Żmigrodzie) – polski duchowny katolicki, w czasach PRL-u więziony za działalność religijną, pierwszy wyniesiony na ołtarze męczennik komunizmu z terenu Polski, męczennik chrześcijański i błogosławiony Kościoła rzymskokatolickiego.

## Życiorys
Ukończył gimnazjum im. M. Kopernika w Krośnie, a po maturze w roku 1927 wstąpił do Wyższego Seminarium Duchownego w Przemyślu. Święcenia kapłańskie przyjął 19 czerwca 1932 roku, wraz z m.in. z seminaryjnym kolegą rocznikowym, a obecnym Sługą Bożym ks. Stanisławem Kołodziejem. 
W latach 1932–1935 był wikariuszem w parafii św. Barbary w Borysławiu, a latach 1935 - 1937 w parafii św. Bartłomieja w Drohobyczu. W latach 1937–1940 pracował jako wikary, a następnie jako administrator parafialny, w strzyżowskiej Farze. Jako wikariusz pracował na Podkarpaciu m.in. w jasielskiej Farze w latach 1940-1941, a od 1941 roku był proboszczem parafii pw. św. Apostołów Piotra i Pawła w Nowym Żmigrodzie koło Jasła (wtedy w diecezji przemyskiej).
W czasie drugiej wojny światowej zajmował się organizowaniem pomocy materialnej dla biednych oraz wspierał osoby na robotach przymusowych w Niemczech. W roku 1944 został przymusowo wysiedlony ze Żmigrodu. Po powrocie w styczniu 1945 roku, rozpoczął organizowanie pomocy charytatywnej i do odbudowy miasteczka. Jego działalność uchroniła wiele rodzin łemkowskich przed wysiedleniem w czasie Akcji „Wisła”. Po wojnie był inwigilowany przez UB, był więźniem Zamku w Rzeszowie i prześladowany przez władze komunistyczne. W okresie po II Soborze watykańskim rozpoczął intensywną działalność duszpasterską. W roku 1963 został za to aresztowany i skazany w pokazowym procesie na 2 i pół roku więzienia.
Karę odbywał na Zamku w Rzeszowie, a potem w więzieniu przy ul. Montelupich w Krakowie. Mimo działań na rzecz jego uwolnienia i pogarszającego się stanu zdrowia, został zwolniony skrajnie wyczerpany dopiero 29 lutego 1964 roku. Po jego śmierci został uznany - jako pierwszy - przez wiernych i Kościół katolicki za męczennika za wiarę, ofiarę systemu  komunistycznego w Polsce.

## Relikwie
Sarkofag z relikwiami znajduje się w kościele św. Piotra i Pawła w Nowym Żmigrodzie będącym od 2011 sanktuarium bł. Władysława.

## Proces beatyfikacyjny
27 czerwca 2000 roku rozpoczął się proces beatyfikacyjny Władysława Findysza. Dekret o męczeństwie wydano 20 grudnia 2004 r. Papież Benedykt XVI zaliczył go w poczet błogosławionych, a zostało to uroczyście ogłoszone 19 czerwca 2005 przez prymasa Polski Józefa Glempa w Warszawie na zakończenie Krajowego Kongresu eucharystycznego.

## Dzień obchodów
Jego wspomnienie liturgiczne obchodzone jest 23 sierpnia.

## Patron
Bł. Władysław Findysz jest patronem Podkarpackiej Szkoły Wyższej w Jaśle oraz Szkoły Podstawowej w Nowym Żmigrodzie, gdzie był proboszczem.